# Внутрішня узгодженість
У статистиці та дослідженнях вну́трішня узго́дженість (англ. internal consistency) зазвичай є мірою на основі кореляцій між різними завданнями одного тесту (або однієї підшкали більшого тесту). Вона вимірює, чи дають кілька завдань, що мають оцінювати один і той же загальний конструкт, подібні результати. Наприклад, якщо респондент висловлює згоду з твердженнями «Мені подобається кататися на велосипеді» та «Я отримував задоволення від їзди на велосипеді в минулому», а також незгоду з твердженням «Я ненавиджу велосипеди», це вказуватиме на добру внутрішню узгодженість тесту.

## Альфа Кронбаха
Внутрішню узгодженість зазвичай вимірюють за допомогою альфи Кронбаха, статистики, яку обчислюють на основі парних кореляцій між завданнями. Внутрішня узгодженість може набувати значень від від'ємної нескінченності до одиниці. Коефіцієнт альфа буде від'ємним, якщо внутрішньоособова мінливість перевищує міжособову.
Загальноприйнятим є таке емпіричне правило опису внутрішньої узгодженості:
| Альфа Кронбаха | Внутрішня узгодженість |
| -------------- | ---------------------- |
| 0,9 ≤ α        | Відмінна               |
| 0,8 ≤ α < 0,9  | Добра                  |
| 0,7 ≤ α < 0,8  | Прийнятна              |
| 0,6 ≤ α < 0,7  | Сумнівна               |
| 0,5 ≤ α < 0,6  | Погана                 |
| α < 0,5        | Незадовільна           |

Дуже високі значення надійності (0,95 або більше) не завжди бажані, оскільки це може свідчити про надлишковість завдань. Мета при розробці надійного інструменту полягає в тому, щоб оцінки за подібними завданнями були пов'язані між собою (внутрішньо узгоджені), але щоби кожна водночас привносила деяку унікальну інформацію. Варто також зазначити, що альфа Кронбаха неодмінно вища для тестів, що вимірюють вужчі конструкти, й нижча при вимірюванні загальніших, широких конструктів. Це явище, поряд із низкою інших чинників, є аргументом проти використання об'єктивних порогових значень для міри внутрішньої узгодженості. Альфа також є функцією від кількості завдань у тесті, тому коротші опитувальники часто матимуть нижчі оцінки надійності, залишаючись кращими в багатьох ситуаціях через менше навантаження на респондентів.
Альтернативний підхід до розгляду внутрішньої узгодженості полягає в трактуванні її як ступеня, до якого всі завдання тесту вимірюють одну й ту же латентну змінну. Перевага цього підходу над поняттям високої усередненої кореляції між завданнями тесту, що є основою альфи Кронбаха, полягає в тому, що на усереднену кореляцію між завданнями, як і на будь-яке інше усереднення, впливає асиметрія (у розподілі кореляцій між завданнями). Таким чином, хоча модова кореляція між завданнями дорівнює нулю, коли тест вимірює декілька непов'язаних латентних змінних, середня кореляція між завданнями в таких випадках буде більшою за нуль. Відтак, хоч ідеал вимірювання полягає у вимірюванні всіма завдання тесту єдиної латентної змінної, було багато разів показано, що альфа може досягати доволі високих значень навіть тоді, коли набір завдань тесту вимірює декілька непов'язаних латентних змінних. Доречнішим показником ступеня, до якого всі завдання тесту вимірюють одну латентну змінну, може бути ієрархічний «коефіцієнт омега» (англ. "coefficient omega"). Ревелль і Зінбарґ (2009) розглядають декілька різних мір внутрішньої узгодженості.